# 大齐门
大齐门（德語：Groß-Zimmern，發音：[ɡʁoːs ˈtsɪmɐn]）是德国黑森州达姆施塔特行政区达姆施塔特-迪堡县的市镇，面积21.26平方千米，2023年12月31日人口为14,859人。